# Museu João Fona
O Museu João Fona é um museu localizado na cidade de Santarém, no estado do Pará. Foi construído entre os anos de 1853 a 1868 pelo engenheiro Marcos Pereira. No edifício funcionou a Intendência Municipal, a Prefeitura, o Salão do Júri, A Câmara Municipal e a Cadeia Pública. É o terceiro prédio mais antigo da cidade.
Em 1990, o Prefeito Municipal, Ronan Liberal, iniciou a construção de uma nova prefeitura e instalou na antiga Câmera Municipal, O Centro Cultural João Fona no dia 22 de junho de 1991. Nele estão expostas peças arqueológicas: peixes fossilizados, beijus de mandioca, restos de sambaquis, peças inteiras e fragmentos de cerâmica de várias fases da cultura tapajônica, peças do artesanato indigena, imagens seras esculpidas em madeira; jornais; livros, móveis utilizados no fórum de justiça e na antiga câmara, coleção de moedas antigas, utensílios usados no castigo dos escravos, entre outros.
Laurimar Leal, artista plástico e conhecedor de muitas histórias de Santarém e da Amazônia, é um dos responsáveis pelo Museu João Fona.  Aos visitantes, turistas ou moradores da cidade, Laurimar contextualiza, sempre com uma boa prosa, o significado e a origem de cada uma das peças, obras e objetos que ali são guardadas.  A vida de Laurimar Leal, com suas histórias e lendas, mistura-se com a própria história do museu, dando mais sentido e valor ao Patrimônio Cultural de Santarém.